# Romar
Romar fou una marca valenciana de motocicletes fabricades a Meliana, Horta Nord, per Jesús Roig Martí entre 1940 i 1948.

## Història
Jesús Roig era un mecànic torner que, en un començament, tingué la idea de fabricar un motor de benzina estacionari que li servís per a moure tot el munt de politges que tenia al seu taller. El 1940 se li acudí de muntar aquest motor al quadre d'una bicicleta i el resultat tingué tant d'èxit que aviat li començaren a arribar comandes dels seus veïns. Naixia així la marca Romar, la primera motocicleta fabricada al l'estat espanyol d'ençà de l'acabament de la guerra civil espanyola.
La Romar es fabricava en dues cilindrades, 74 i 125 cc, amb motor de quatre temps i vàlvula d'admissió automàtica. Al llarg dels anys d'activitat en aquest sector, Jesús Roig n'arribà a produir una vintena d'unitats.